# Charles Owens (saxofonist, 1939)
Charles M. Owens (Phoenix, 4 mei 1939) is een Amerikaanse jazzmuzikant (saxofoon, klarinet, hobo, fagot, hoorn) en muziekpedagoog.

## Biografie
Owens speelde in de bands van Buddy Rich, Mongo Santamaría, Bobby Bryant, Henry Franklin, Patrice Rushen, Gerald Wilson, James Newton (Water Mystery, 1985), John Carter, Horace Tapscott, Frank Zappa (1972), in het Duke Ellington Orchestra en in het Clayton/Hamilton Jazz Orchestra. Als sessiemuzikant werkte hij mee bij opnamen van Marvin Gaye, Dave Grusin, Eddie Harris, Gladys Knight en Barbra Streisand. In 1978 verscheen bij  Discovery Records zijn debuutalbum The Two Quartets (o.a. met Teddy Saunders, John Heard en Alex Acuña). In 1980 volgde het album New York Art Ensemble Plays the Music of Harry Warren, waaraan Ray Brown, George Cables en Roy McCurdy meewerkten. Als muziekpedagoog hield hij jarenlang privélessen. Hij formeerde met James Newton, Red Callender en John Carter in 1981 het Wind College. Hij werkte bovendien in het Jazz in Schools-programma van de Los Angeles Jazz Society.
Charles Owens is niet te verwarren met de gelijknamige in 1972 geboren saxofonist Charles Owens.
- Bibliothèque nationale de France: cb140254682 (data)
- Gemeinsame Normdatei: 140829687
- International Standard Name Identifier: 0000 0000 7839 9788
- Library of Congress Control Number: n93077888
- MusicBrainz: 8be1ccee-4b11-4ab5-82b8-95aae14863f8
- Virtual International Authority File: 4146589
- WorldCat: E39PBJg8CkcPRDyrXWJ7kBVDMP